# Lagoa (Azore)
Lagoa este un oraș în sud-vestul insulei São Miguel din Azore. Are o populație de 14,126 (date din 2001). 
- Populație: 14 126
- Area: 45,57 km²
- Densitate: 209,98km²
- Cod poștal: 9???

| Nom                      | Populație | Area               | Densitate | Elevație | Locație                                |
| ------------------------ | --------- | ------------------ | --------- | -------- | -------------------------------------- |
| Água de Pau              | 3 122     | 17,43 km²/1 743 ha | 179,1/km² | 30 m     | 37,71667 (37°41') 25,51667 (25°31') W  |
| Cabouco                  | 1 736     | 5,15 km²/515 ha    | 337,1/km² | 167 m    | 37,7667 (37°46') N 25,5667 (25°34') W  |
| Nossa Senhora do Rosário | 5 401     | 6,21 km²/621 ha    | 869,7/km² | -        | -                                      |
| Ribeira Chã              | 366       | 2,52 km²/252 ha    | 145,2/km² | 13 m     | 37,71667 (31°43') N 25,4833 (25°29') W |
| Santa Cruz               | 3 501     | 14,26 km²/1 426 ha | 245.5/km² | -        | -                                      |

Vezi și: Listă de orașe din Portugalia

|                     | Nord: Ribeira Grande |                           |
| West: Ponta Delgada | Lagoa                | Est: Vila Franca do Campo |
|                     | Sud:                 |                           |

1. ↑  , Instituto Nacional de Estatística[*] https://www.ine.pt/xportal/xmain?xpid=INE&xpgid=ine_indicadores&indOcorrCod=0008350&selTab=tab0, accesat în 19 septembrie 2018 Lipsește sau este vid: |title= (ajutor)